# Miss Peregrine - La casa dei ragazzi speciali
Miss Peregrine - La casa dei ragazzi speciali (Miss Peregrine's Home for Peculiar Children) è un film del 2016 diretto da Tim Burton.
Il film è l'adattamento cinematografico del romanzo La casa dei bambini speciali di Miss Peregrine del 2011 scritto da Ransom Riggs.

## Trama
L'adolescente Jake Portman vive in Florida con la famiglia. È particolarmente affezionato al nonno paterno, Abe, il quale lo ha cresciuto raccontandogli storie di mostri e creature speciali che ha conosciuto quando era un ragazzo, sebbene con il tempo Jake abbia smesso di credere ai suoi racconti, iniziando a pensare che siano solo delle favole.
Un giorno, mentre è al lavoro, riceve una chiamata dai genitori preoccupati per la salute di Abe e si reca a casa sua per assicurarsi che stia bene. Arrivato con la sua collega Shelly, Jake trova la casa messa a soqquadro e l'anziano morente privo degli occhi. Prima di spirare, Abe prega il nipote di andare all'anello del 3 settembre 1943 indicato nella cartolina, assicurandogli che l'uccello gli spiegherà ogni cosa e Jake intravede una creatura mostruosa tra gli alberi, che Shelly mette in fuga grazie a una pistola e che stranamente solo lui ha visto.
Devastato dalla tragica morte del nonno, Jake inizia un percorso terapeutico presso la dottoressa Golan. Il giorno del suo compleanno riceve da parte del nonno un vecchio libro al cui interno trova una cartolina indirizzata a Abe proveniente da Cairnholm nel Galles e firmata da miss Alma Peregrine ovvero la misteriosa direttrice della casa dei bambini speciali, protagonista delle storie di quando era piccolo. Incoraggiato dalla terapeuta, Jake si mette in viaggio verso la piccola isola britannica assieme al padre Frank.
Una volta a Cairnholm, Jake scopre che la casa degli speciali esiste, ma è ridotta in rovina a causa di una bomba sganciata durante la Seconda Guerra Mondiale, e che non vi furono sopravvissuti. Esplorando il vecchio edificio incontra uno stravagante gruppo di ragazzi: sono i bambini speciali di miss Peregrine, che lo conducono a una grotta che è l'entrata del loro anello temporale e, una volta varcata, Jake si ritrova nel 1943 con la casa dei bambini ancora intatta. Conosce quindi miss Peregrine e gli speciali: Emma, una giovane leggera più dell'aria che indossa scarpe di piombo per non volare via; Millard, un ragazzo invisibile; due gemelli, la cui peculiarità è quella di trasformare in pietra chi li guardi; Horace, in grado di proiettare i sogni e avere visioni sul futuro; Browyn, una bambina estremamente forzuta; Fiona, una ragazzina con il talento di controllare la vegetazione; Olive, una giovane in grado di domare il fuoco; Enoch, un ragazzo con la specialità di donare la vita e gestire i corpi di coloro che costruisce; Hugh, un ragazzino al cui interno vive uno sciame di api; e infine Claire, una bimbetta con una mostruosa bocca sulla nuca. L'unico che manca è Victor, il fratello di Browyn, ma Miss Peregrine non spiega la sua assenza. Jake viene invitato a restare fino a sera presso la casa degli speciali e scopre che miss Peregrine è la loro protettrice: la donna è, infatti, una Ymbryne la cui peculiarità consiste nel mutare forma in uccello e di manipolare il tempo. Si tratta di un ruolo fondamentale, in quanto ciò ha impedito la persecuzione degli speciali e consente loro di vivere all'interno di un anello temporale di un giorno che si ripete in eterno. Affinché ciò avvenga è importante che l'anello venga azzerato ogni giorno, pena il tornare a vivere nell'epoca dell'anello stesso e invecchiare normalmente.
Il ragazzo deve fare ritorno nel 2016 e viene accompagnato nella grotta da Emma, per cui inizia a provare affetto; qui i due si imbattono in una Ymbryne ferita sotto forma di avocetta e impossibilitata a trasformarsi, che verrà sottoposta alle cure di miss Peregrine; si tratta di miss Avocet. Ma tornato nella sua epoca Jake nota alcuni strani avvenimenti, delle pecore vengono uccise e anche ad esse mancano gli occhi.
Il giorno dopo Jake torna nel 1943 ed Emma gli spiega quello che suo nonno Abe faceva prima di andare in pensione: dava la caccia ad alcuni speciali cattivi che hanno attaccato altri anelli temporali e ucciso tanti bambini, ritiene inoltre che Jake abbia il suo stesso potere, e per dimostrarglielo gli mostra quello che Miss Peregrine fa ogni giorno: uccide una creatura spaventosa, che vede camminare sull'erba alta e che nessuno può scorgere, mentre Jake si rende conto di riuscire a vederla. Il ragazzo scopre quindi di essere lui stesso uno speciale, unico motivo per cui può  muoversi tra le epoche e con l'abilità di vedere le creature mostruose invisibili a tutti: i Vacui. Miss Peregrine gli racconta allora il segreto dei Vacui: un tempo erano speciali insoddisfatti di vivere nascosti e avidi di potere; capeggiati da mister Barron uccisero una Ymbrine in un esperimento, nella speranza di divenire immortali e conquistarne l'abilità. L'esperimento non riuscì e loro diventarono appunto dei mostri e iniziarono a perseguitare gli speciali dopo avere scoperto che mangiarne gli occhi, soprattutto quelli dei bambini, conferiva loro un aspetto di nuovo umanoide, ma con occhi completamente bianchi.
Tornato nel presente, Jake scopre che un abitante di Cairnholm è stato trovato morto e privo degli occhi, quindi capisce che i Vacui e Mr. Barron sono più vicini di quanto immaginassero e corre ad avvertire miss Peregrine. Viene però seguito da John Lamont, ornitologo presente sull'isola da qualche giorno, il quale si rivela capace di attraversare l'anello temporale: prima diventa la dottoressa Golan e infine rivela il suo vero io: è Barron, la cui peculiarità è infatti quella di essere un mutaforma, rivela di aver nascosto i suoi occhi bianchi con lenti colorate.
Barron confessa a Jake che aveva trovato Abe, ma di come il Vacuo Malthus affamato avesse ucciso l'anziano prima che potesse estorcergli qualunque informazione. Si finse la Golan per convincerlo a cercare "anello" e lo obbliga a portarlo dai suoi amici, dato che Malthus è sull'isola anche lui ( responsabile delle varie morti) e fatica a controllarlo.
Arrivati alla casa, usando Jake come ostaggio, Barron obbliga Miss Peregrine a prendere le sembianze di uccello e la ingabbia, lasciando soli i bambini speciali e Miss Avocet, della quale non si accorge e che nel frattempo è tornata umana. Lei racconta che Barron e i Vacui hanno attaccato diversi anelli temporali compreso il suo fissato a gennaio 2016 presso Blackpool, uccidendo tutti i bambini con lo scopo di replicare con molte più Ymbrine l'esperimento fallito anni addietro. La donna viene uccisa da Malthus, ma il gruppo riesce a scappare prima che la casa venga distrutta con dentro il mostro; ma senza miss Peregrine a riazzerare il tempo l'anello si chiude e i ragazzi si trovano bloccati nel 1943.
Il gruppo decide di andare a salvare la loro direttrice, riesumando dalle acque vicino a Cairnholm la nave da crociera RMS Augusta affondata agli inizi del 1900: con quel mezzo di trasporto raggiungono anch'essi Blackpool, grazie a una mappa speciale trovano e varcano l'anello temporale ancora attivo che li porta a gennaio 2016. Qui collaborando riescono a fronteggiare e sconfiggere Barron, gli "Spettri" e i Vacui. Jake infine riesce a trovare e liberare le Ymbryne, compresa Miss Peregrine.
Prima che l'anello di Blackpool si chiuda, Jake deve dire addio a Emma e agli altri ragazzi. Miss Peregrine è infatti ferita e pertanto impossibilitata a creare un nuovo varco temporale nell'epoca moderna, il che rende obbligatorio il loro ritorno a Blackpool nel 1943, dove invecchieranno normalmente fino alla ripresa della loro guardiana. Jake resta nel 2016 e fa ritorno in Florida dove trova il nonno ancora vivo, poiché Malthus è rimasto ucciso nel 1943. 
Dopo avergli raccontato tutta la storia, Abe intuisce che Jake non sarebbe felice senza Emma e lo incoraggia a intraprendere un nuovo viaggio.
Grazie alla mappa che indica gli anelli temporali esistenti, Jake è in grado di viaggiare tra le epoche in modo da trovarsi nel 1943 al molo di Blackpool: non poteva sapere dove e quando Miss Peregrine avrebbe creato il loop temporale, ma sapeva che l'avrebbe trovata all'ingresso del vecchio anello di Blackpool appena chiusosi il 3 settembre del 1943. Così facendo riesce a ricongiungersi a miss Peregrine, Emma e i suoi amici.

## Personaggi

### Ragazzi speciali
- Jacob "Jake" Portman - Ha sedici anni ed è il protagonista e nipote di Abe Portman dal quale ha ereditato il suo potere, che consiste nel vedere gli Spiriti Vacui, invisibili all'occhio umano e Speciale. Dopo la morte del nonno, Jacob viene portato da una psicologa, che gli consiglia di andare sull'isola in cui risiedevano gli speciali, dove poi incontrerà Emma e Miss Peregrine. È innamorato di Emma, e ha deciso di aiutare Miss Peregrine nella battaglia contro gli spettri.
- Emma Bloom- Ha come potere quello di essere più leggera dell'aria, è perciò costretta a indossare scarpe pesanti che le impediscono di fluttuare via. Nutre dei sentimenti per Jake.
- Bronwyn Bruntley - Appare come una bambina ed è dotata di una forza incredibile, come suo fratello Victor. Browyn è estremamente leale e di buon cuore e capace di fare di tutto per i suoi amici. È capace di sollevare pesi notevolmente maggiori del suo, come quello di uno scoglio.
- Enoch O'Connor - Egli è capace di dare temporaneamente vita ad oggetti inanimati per un limitato periodo di tempo e di far loro fare quello che vuole.
- Horace Somnusson - Riesce ad avere sogni profetici. Segue la moda dell'epoca ed è di norma vestito in giacca e cravatta, con un cappello a cilindro e un monocolo. Parla con un accento inglese ed è pretenzioso e altezzoso.
- Fiona Frauenfeld - Appare un'adolescente poiché vive nell'anello temporale. Ha un'affinità con le piante e può farle crescere o morire a suo piacimento.
- Hugh Apiston - Appare adolescente poiché risiede nell'anello temporale. Ha una grande empatia con le api. Le immagazzina nel suo stomaco per proteggerle e può farle uscire quando vuole.
- Millard Nullings - Appare come un giovane adolescente e ha la straordinaria peculiarità di essere invisibile. Purtroppo, a causa della sua peculiarità, non può mai essere visto e così indossa gli abiti, la maggior parte delle volte, su richiesta di Miss Peregrine.
- Olive Elephanta- È in grado di sprigionare fiamme dalle mani, perciò è costretta ad indossare guanti speciali. Nutre dei sentimenti per Enoch.
- Claire Densmore - La più giovane dei ragazzi speciali, ha la peculiarità di avere una bocca in più nella parte posteriore della testa, con i denti estremamente forti e affilati, nascosta sotto i suoi riccioli biondi.
- Victor Bruntley - Fratello di Browyn. Come sua sorella, Victor aveva una forza incredibile. È stato ucciso da un Vacuo prima dell'inizio del racconto e il suo corpo è stato tenuto in una camera da letto al piano superiore.
- I gemelli - Sono due bambini gemelli vestiti con una tuta bianca che copre loro anche i volti. Ogni cosa che fanno, la fanno specularmente e insieme. Hanno la capacità di trasformare in una statua di pietra chiunque li veda in volto. Per evitare che questo accada senza intenzione indossano, appunto, delle maschere.

### Ymbrynes
Una Ymbryne è una ragazza speciale che può trasformarsi in un uccello ed è in grado di creare e mantenere un ciclo del tempo. Proteggono i ragazzi speciali, gli adulti e gli animali, spesso salvandoli da situazioni terribili.
- Alma LeFay Peregrine - Miss Peregrine è la direttrice della casa per bambini speciali di Cairnholn. È una donna delicata, che ama fumare la pipa e adora il suo lavoro, anche se a volte può essere eccessivamente rigorosa. Viveva nell' anello temporale di Miss Avocet quando era giovane e può trasformarsi in un falco pellegrino. È una donna molto severa, dalla sensibilità vittoriana, e riesce a manipolare il tempo, nonché a essere tremendamente puntuale. Nonostante tutti i bambini abbiano già superato la maggior età, pur rimanendo nei corpi di bambini per l'effetto dell'anello, lei li tratta ancora come se non fossero mai cresciuti.
- Esmeralda Avocet - Miss Avocet è una donna anziana dei primi anni dell'era vittoriana in Inghilterra. Il suo anello temporale è stato invaso da creature e hollowgasts, costringendola a fuggire in quello di Miss Peregrine. Può trasformarsi in un'avocetta.

### Non speciali
- Maryann Portman - Maryann è la madre di Jacob e moglie di Franklin.
- Susan Portman - Susan è la zia di Jacob e sorella di Franklin. Gli ha dato la copia di suo nonno dei poemi di Ralph Waldo Emerson, che hanno condotto Jacob nella sua avventura in Galles.
- Franklin Portman - Padre di Jacob, ha sposato Maryann ed è il figlio di Abraham, da cui non ha ereditato i poteri speciali. È uno scrittore appassionato di birdwatching.

## Produzione
Il budget del film è stato di 110 milioni di dollari.
I diritti cinematografici del romanzo di Ransom Riggs furono venduti alla 20th Century Fox nel maggio del 2011.
Il 28 luglio 2014, Eva Green viene scelta per interpretare la protagonista del film; sono state considerate anche Mischa Barton, Lucy Hale e Alison Sudol. Il 24 settembre 2014 è stato annunciato che Asa Butterfield era stato visto per il secondo ruolo da protagonista come scelta di Burton, ma che a quel tempo non gli era stato ancora offerto il ruolo. Il 5 novembre 2014, a Ella Purnell è stato offerto un ruolo ed Butterfield è stato in trattative finali per unirsi al film; è stato anche riferito che a Butterfield è stato offerto il ruolo di protagonista maschile ed è stata la scelta preferita. Il 6 febbraio 2015, Samuel L. Jackson è stato aggiunto al cast per interpretare Mr. Barron, mentre Butterfield è stato confermato per il secondo ruolo da protagonista. Terence Stamp, Chris O'Dowd, Rupert Everett, Kim Dickens e Judi Dench sono stati annunciati nel cast il 12 marzo 2015.
Le riprese del film iniziano il 24 febbraio 2015 nella Tampa Bay Area, in Florida, e si spostano poi nelle contee della Florida di Hillsborough e Pinellas. Altre riprese si svolgono nel Regno Unito, tra le contee di Cornovaglia e Blackpool, ed in Belgio.

## Promozione
Il primo trailer italiano viene diffuso il 15 marzo 2016 dal sito de la Repubblica e il secondo il 20 giugno.
Inizialmente il titolo italiano era omonimo al romanzo, poi viene cambiato in Miss Peregrine - La casa dei ragazzi speciali.

## Distribuzione
Il film è stato distribuito nelle sale cinematografiche statunitensi a partire dal 30 settembre 2016, mentre in Italia, inizialmente previsto per il 29 settembre e poi per Natale, è arrivato il 15 dicembre, con un'anteprima in alcuni cinema selezionati l'8 dicembre.

### Edizione italiana
L'edizione italiana del film è stata curata da Massimo Giuliani, direttore del doppiaggio e anche autore di dialoghi, con l'assistenza di Eleonora Erin; il doppiaggio italiano venne eseguito dalla Time Out Movie srl e la sonorizzazione è stata affidata alla CDC Sefit Group.

## Accoglienza

### Incassi
Il film ha incassato 296 milioni di dollari in tutto il mondo.

### Critica
Sull'aggregatore Rotten Tomatoes il film riceve il 64% delle recensioni professionali positive con un voto medio di 5,9 su 10 basato su 259 critiche, mentre su Metacritic ottiene un punteggio di 57 su 100 basato su 43 critiche.
Dopo le anteprime per la stampa statunitense, le prime recensioni del film sono state contrastanti: Collider.com lo definisce "una forma di intrattenimento usa e getta", The Hollywood Reporter aggiunge che "il film funziona per la prima ora, lasciando poi spazio al cinema commerciale e contemporaneo, pieno di effetti speciali e CGI che mette da parte la narrazione", mentre Variety ne loda la sceneggiatura di Goldman.

## Riconoscimenti
- 2017 - Visual Effects Society[16]
  - Candidatura per i migliori effetti speciali in un film
- 2017 - Costume Designers Guild Awards[17]
  - Candidatura per i migliori costumi in un film fantastico
- 2017 - People's Choice Awards[18]
  - Candidatura per il film drammatico preferito dal pubblico
- 2017 - Saturn Award[19]
  - Candidatura per il miglior film fantasy
- 2017 - Teen Choice Awards[20]
  - Candidatura per il miglior film fantasy
  - Candidatura per il miglior attore in un film fantasy ad Asa Butterfield
  - Candidatura per la migliore attrice in un film fantasy ad Eva Green